# Coast Guard Air Station Sitka
Coast Guard Air Station Sitka commandé par le commandant Michael E. Frawley, est une base aérienne des garde-côtes des États-Unis située à Sitka, en Alaska. La base a été initialement établie sur l’île Annette en mars 1944 et a été transférée à Sitka en 1977. Les premiers aéronefs comprenaient des Grumman G-21, PBY, HU-16, HH-52 et HH-3 Pelican. Les missions principales de l'aérodrome sont les suivantes : recherche et sauvetage (SAR), application de la loi et logistique couvrant le sud-est de l'Alaska. La zone de responsabilité englobe environ 257 000 kilomètres carrés d'eau et de terres qui s'étendent dans le sud-est de l'Alaska, de l'entrée Dixon à la baie Icy (Alaska) et de la frontière canado-alaskienne jusqu'au centre du golfe d'Alaska. Cela comprend 19 300 kilomètres de côtes caractérisées par une côte escarpée, un terrain montagneux, des conditions météorologiques extrêmes et de nombreux villages isolés.
Aujourd'hui, la base aérienne de Sitka utilise trois hélicoptères MH-60T Jayhawk et compte 130 officiers, du personnel enrôlé et du personnel civil. Chaque hélicoptère, composé de deux pilotes, d'un mécanicien navigant et d'un nageur sauveteur, a une vitesse de croisière de 125 nœuds et une autonomie de 1100 kilomètres. Les équipes de Sitka effectuent des patrouilles de surveillance et transportent des équipes d’intervention environnementale qui protègent les écosystèmes situés dans la région. De plus, les équipes assistent à la maintenance de routine, aux interventions en cas de panne et à la vérification de la position de 75 aides à la navigation (ATON). D'autres missions incluent des tâches d'application de la loi en coopération avec des agences fédérales, étatiques et locales,.